# رومان دميترييف
رومان ميخائيلوفيتش دميترييف (بالروسية: Роман Михайлович Дмитриев)، (7 مارس 1949– 11 فبراير 2010)، هو رياضي روسي ومدرباً للمصارعة الرومانية، وهو ينتمي لعرقية ياقوتيا، حقق رومان الميدالية الذهبية لدورة الألعاب الأولمبية سنة 1972، كما حصل على فضية الأولمبية عام 1976.